# Trailer for a Good Life
Trailer for a Good Life es el segundo y último álbum de estudio de la banda británica de folk rock Longdancer. Fue publicado el 3 de mayo de 1974 a través del sello The Rocket Record Company. La banda incluía a un joven Dave Stewart, quien más adelante alcanzaría fama con Annie Lennox en Eurythmics.

## Grabación y contenido
Trailer for a Good Life se grabó en los estudios Nova Sound, en Londres, Inglaterra. Derrick “Del” Newman produjo el álbum, mientras que Richard Dodd y Steve Allan se desempeñaron como ingenieros de audio. El álbum contenía 10 canciones; todas las pistas fueron escritas por los integrantes de Longdancer, excepto «Sweet Leaves», que Dave Stewart compuso con su entonces esposa Pamela Wilkinson. Los músicos de sesión incluían a Viram Jasani en el sitar, Sureh Sathe en la percusión, Judd Proctor en el banjo y a Tommy McCarthy en la gaita irlandesa. 

## Lista de canciones
Lado uno
1. «Trailer» (Dave Stewart)
2. «Take a Song» (Brian Harrison)
3. «Sandy's Song» (Charley Smith)
4. «Rosemary» (Matt Irving)
5. «Country Song» (Steve Sproxton)

Lado dos
1. «Sweet Leaves» (D.  Stewart, Pam Stewart)
2. «Mother Nature» (Sproxton)
3. «The Ship» (Harrison)
4. «Cold Love» (D.  Stewart)
5. «Hard Road» (Harrison)

## Créditos y personal
Créditos adaptados desde las notas de álbum de Trailer for a Good Life.
Longdancer
- Matt Irving – teclados, guitarra acústica, bajo eléctrico, voces
- Steve Sproxton – guitarra acústica, arpa, acordeón, voces
- Brian Harrison – guitarra acústica, bajo eléctrico, acordeón, voces
- Dave Stewart – guitarra eléctrica y acústica, bajo eléctrico, voces
- Charley Smith – batería

Músicos adicionales
- Del Newman – sintetizador A.P.P. en «Cold Love», arreglos, conductor
- Viram Jasani – sitar en «Sweet Leaves»
- Sureh Sathe – percusión en «Sweet Leaves»
- Judd Proctor – banjo en «Sandy's Song»
- The Bones – coros en «Hard Road»
- The Charles Young Choral – coros en «Mother Nature»
- Tommy McCarthy – uilleann pipes en «The Ship»

Personal técnico
- Del Newman – productor
- Lionel Conway – productor ejecutivo
- Richard Dodd – ingeniero de audio
- Steve Allan – ingeniero de audio
- Michael Ross – fotografía, director artístico, diseño
- Leslie Chapman – ilustración